# 法可赛
法可赛（Ficosa）是一家總部位於西班牙巴塞罗那的跨国公司，主要從事汽车工业系统和零部件的研究、开发和生产。公司成立于1949年，該公司在欧洲、北美、南美和亚洲的19个国家设有生产中心、工程中心和商务办事处，2008年時的收入为9亿欧元，其中80%来自国际市場。2010年時公司拥有6700名员工。